# Corbin City
Corbin City é uma cidade localizada no estado americano de Nova Jérsei, no Condado de Atlantic.

## Demografia
Segundo o censo americano de 2000, a sua população era de 468 habitantes.
Em 2006, foi estimada uma população de 530, um aumento de 62 (13.2%).

## Geografia
De acordo com o United States Census Bureau tem uma área de
23,2 km², dos quais 20,4 km² cobertos por terra e 2,8 km² cobertos por água.

## Localidades na vizinhança
O diagrama seguinte representa as localidades num raio de 16 km ao redor de Corbin City.